# 宜室宜居有辦法
《宜室宜居有辦法》是香港電視廣播有限公司製作之資訊節目，由宜家家居贊助，每集會幫助一伙重新規劃傢俬佈置。共6輯，由2001年至2015年於翡翠台播出。 

## 第一輯
節目於2001年4月20日至7月6日，逢星期五香港時間晚上22:45-22:55於翡翠台播放。主持為蘇敏聰。

## 第二輯
節目於2003年9月18日至12月4日，逢星期四香港時間晚上23:10-23:15於翡翠台播放。主持為羅敏莊。

## 第三輯
節目於2004年9月2日至11月18日，逢星期四香港時間晚上23:05-23:10於翡翠台播放。主持為蘇敏聰。

## 第四輯
節目於2008年12月4日至2009年1月22日，逢星期四香港時間晚上23:05-23:30於翡翠台播放。主持為楊思琦及錢嘉樂。共八集，首次以角色扮演的趣劇演出，每次有不同的故事背景。

### 每集內容
| 集數 | 播映 日期       | 故事背景                           | 屋主 (飾演)                                                                      | 楊思琦 飾演 | 錢嘉樂 飾演    | 大執位重點                                       | 其他相關內容                                                  | 點石成金     |
| 1    | 2008年 12月4日  | CEO到員工家家訪                    | Peggy(細妹)                                                                      | 家姐        | 錢總           | 重整客飯廳 廚房                                  | 牆身顏色 瑞典人飲食習慣 煮瑞典餐 廚房規劃                     | 餐桌佈置     |
| 2    | 2008年 12月11日 | 錢家到未來親家家訪                 | 鄭太(鄭師奶) 屋主兒子(明仔)                                                      | 錢伯千金    | 錢伯           | 裝修300呎公屋 為各成員提供私人空間               | 布藝沙發 咕臣 瑞典家具特色 電腦桌 安裝層板 工作椅要求         | 層架安裝捲簾 |
| 3    | 2008年 12月18日 | 婆婆爺爺到女兒/新抱家看孫          | 劉太(劉太) 屋主兒子(BB)                                                          | 婆婆        | 爺爺           | 重整睡房 嬰兒房 雜物房                           | 床單被卧 窗檯利用 北歐人多層次鋪床法 床褥枕頭 嬰兒床 兒童玩具 | 嬰兒房裝飾   |
| 4    | 2008年 12月25日 | 屋主與友人在家組樂隊，被管理員投訴 | Justin(Justin)                                                                   | 管理員      | Band友         | 裝修開放式單位 加強隔音設備                      | 電視機擺放規格 瑞典人最重要節日 窗簾 地毯 燈泡 床底空間利用   | 牆上掛畫     |
| 5    | 2009年 1月1日   | 風水師到屋主家                     | 屋主(Panda) 屋主太太(June) 屋主女兒(Cherry)                                      | 助手麥盈盈  | 風水師傅李成疊 | 裝修單層村屋                                     | 真皮沙發 瑞典人新年傳統 兒童房間設計 保養原木家具 寵物用品    | 裝飾花牆紙   |
| 6    | 2009年 1月8日   | 黑白精靈出現屋主家                 | Karina(Karina)                                                                   | 白精靈      | 黑精靈         | 為居住10年的開放式家居提供新鮮感                 | 鋪地板技巧 瑞典人點蠟燭習慣 香味蠟燭 燈光 衣櫃                | 家居擺放盆栽 |
| 7    | 2009年 1月15日  | 補習老師上門補習                   | PART A： 屋主(Heidi) 屋主兒子(Ethan) 屋主女兒(Nicole) PART B： 屋主女兒(Sabrina) | 女傭阿May   | 補習老師       | PART A：重整客廳、露檯 PART B： 重整客廳、女兒房 | 兒童家私 瑞典特色手信 工作桌 沙發床                           | 防牆刮花法   |
| 8    | 2009年 1月22日  | 女兒男朋友上門                     | 鄭太(媽媽)                                                                       | 孝順女      | 爸爸、男朋友   | 裝修廚房                                         | 煮食爐 櫃檯板 瑞典傳統服裝特色 廚具 廚具標籤                  | 廚房安裝導軌 |

### 收視
以下為本節目於香港無綫電視翡翠台之收視紀錄：
| 集數 | 日期           | 收視! |
| ---- | -------------- | ----- |
| 01   | 2008年12月4日  | 16點  |
| 02   | 2008年12月11日 | 16點  |
| 03   | 2008年12月18日 | 15點  |
| 04   | 2008年12月25日 | 15點  |
| 05   | 2009年1月1日   | 17點  |
| 06   | 2009年1月8日   | 15點  |
| 07   | 2009年1月15日  | 15點  |
| 08   | 2009年1月22日  | 19點  |

平均收視：16點

## 第五輯
節目於2010年12月18日至2011年2月5日，逢星期六香港時間晚上20:00-20:30於翡翠台及高清翡翠台播放。主持為錢嘉樂、金剛及張雪芹，共八集。
節目分為兩大部份，其人一部份是有金剛伙拍錢嘉樂，為不同的家居解缺問題。而部份家庭成員也要出鏡。
另一部份則是由張雪芹伙拍金剛或錢家樂，介紹一些宜家家居的傢俱和配件。這環節再細分為「智識揀」、「話你知」和「手作仔」。前兩個是關於一些宜家家居的傢俱的用途和用法。「手作仔」則教觀眾利用一些簡單的方法改變一下用舊的傢俱。

### 收視
以下為本節目於香港無綫電視翡翠台、高清翡翠台之收視紀錄：
| 集數 | 日期           | 收視 | 最高收視 |
| ---- | -------------- | ---- | -------- |
| 01   | 2010年12月18日 | 12點 |          |
| 02   | 2010年12月25日 | 14點 |          |
| 03   | 2011年1月1日   | 17點 |          |
| 04   | 2011年1月8日   | 17點 |          |
| 05   | 2011年1月15日  | 16點 |          |
| 06   | 2011年1月22日  | 13點 |          |
| 07   | 2011年1月29日  | 14點 |          |
| 08   | 2011年2月5日   | 15點 |          |

## 第六輯
節目於2015年11月1日至2015年12月6日，逢星期日香港時間晚上20:00-20:30於翡翠台及高清翡翠台播放，主持為錢嘉樂、林盛斌、林子博、王貽興、呂慧儀、高海寧，共六集。

### 收視
以下為本節目於香港無綫電視翡翠台、高清翡翠台之收視紀錄：
| 集數 | 日期           | 收視 |
| ---- | -------------- | ---- |
| 01   | 2015年11月1日  | 21點 |
| 02   | 2015年11月8日  | 18點 |
| 03   | 2015年11月15日 | 18點 |
| 04   | 2015年11月22日 | 17點 |
| 05   | 2015年11月29日 | 20點 |
| 06   | 2015年12月6日  | 18點 |

## 相關
- 宜室宜居·家添愛

## 連結
- 宜室宜居有辦法(第1輯) - 主頁 - tvb.com
- 宜室宜居有辦法(第6輯) - 主頁 - tvb.com（页面存档备份，存于）